# Suica

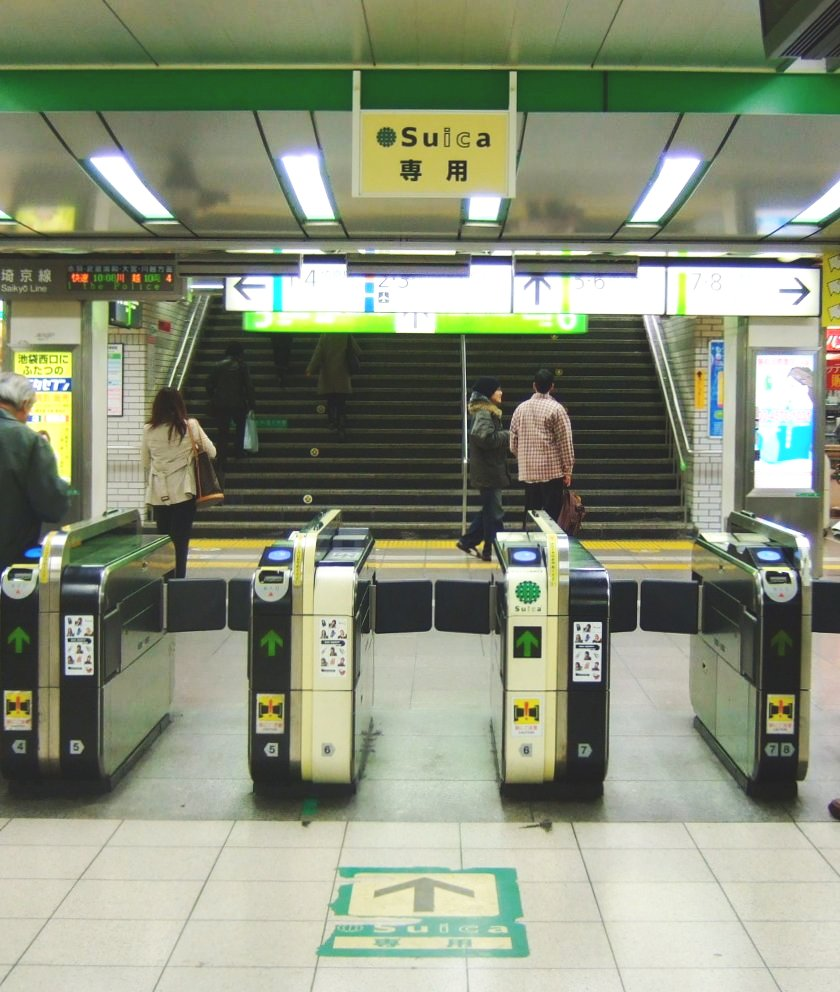
Vereinzelungsanlage des Bahnhofs Ikebukuro

Wie Suica zu benutzen ist

Die Suica-Karte ist eine berührungslose, wiederaufladbare elektronische Fahrkarte in Form einer kreditkartengroßen Chipkarte, die im Gebiet von Tokio-Kantō im Bahnverbund der East Japan Railway Company (JR East) in Japan benutzt werden kann. Eingeführt wurde sie im November 2001, seit Juni 2003 kann sie mit einer von JR ausgegebenen Kreditkarte kombiniert werden. Die Prepaid-Karte wird auch als Zahlungsmittel im Einzelhandel und an verschiedenen Automaten akzeptiert.

## Geschichte
Im November 2003 wurde die Suica versuchsweise erstmals als elektronische Geldbörse zum Bezahlen in Bahnhofskiosken eingesetzt. Diese Funktion ist inzwischen auch auf viele Einzelhandelsgeschäfte und zahlreiche (Getränke-)Automaten ausgeweitet worden, die überall in Tokio zu finden sind.
Zunächst nur gültig im Nahverkehr rund um Tokio, wurde die Suica danach auch in den von JR East betriebenen Shinkansen-Linien (Tohoku und Joetsu) sowie im Großraum Sendai und Niigata eingeführt.
Für den Großraum Osaka hat JR West im November 2003 die ICOCA IC-Karte herausgebracht; seit August 2004 wird sie auch im Bereich von JR East akzeptiert, entsprechend die Suica auch in Osaka. Eine spätere Ausweitung auch auf Privatbahnen, U-Bahnen und Busse in den dichter besiedelten Regionen des Landes hat dazu geführt, dass die Suica nahezu in ganz Japan genutzt werden kann.

## Name
Die Abkürzung Suica steht für „Super Urban Intelligent CArd“ (dt. „super urbane intelligente Karte“) und ist zugleich ein Wortspiel mit dem japanischen Wort für „zügig, leicht“ (スイスイと suisui to) und englisch card. Außerdem ist suika (スイカ) das japanische Wort für Wassermelone. Die Buchstaben „ic“ sind hervorgehoben, um die Chipkartentechnik zu betonen.

## Funktionsweise
Die Karte kann berührungslos, durch einfaches Streifen über einen Leser, genutzt werden. Ein Entnehmen der Karte aus der Geldbörse ist nicht notwendig, wodurch ein deutlich schnelleres Bezahlen als mit Bargeld ermöglicht wird. Damit ist die Karte entsprechend beim Kunden wie auch beim Händler beliebt.
Auch bietet die Möglichkeit, sich die getätigten Umsätze nachträglich als Übersicht ausdrucken zu lassen, eine hohe Transparenz über die Zahlungen. Die Transaktionsdaten werden unter der Identifikationsnummer der Karte in einem zentralen System abgespeichert.
Wegen der im Gegensatz zur deutschen Geldkarte unkomplizierten Nutzbarkeit ist die Suica sehr beliebt; im April 2006 gab es etwa 16 Millionen Nutzer, obwohl die Karte in Japan noch nicht flächendeckend eingeführt wurde.
NTT Docomo, der mit Abstand größte Mobiltelefonanbieter Japans, bietet seit 2006 Mobiltelefone mit integrierter Suica-Funktion an. Diese bieten darüber hinaus die Möglichkeit, die Kartenaktivität und Kontenstand jederzeit zu überprüfen sowie Aufladungen online zu übernehmen.
Die Suica kann an Midori no Madoguchi-Schaltern oder an ausgewählten Fahrkartenautomaten gekauft werden. Die Karte selbst wird kostenlos ausgegeben, muss aber beim Kauf mit mindestens 1.000 Yen aufgeladen werden. Gegen Altersnachweis gibt es auch eine Kartenversion für Kinder bis zwölf Jahren (Discount ticket), die bei der Zahlung in Bussen und Bahnen entsprechende Preisnachlässe berücksichtigt.
Das vorhandene Guthaben kann an Fahrkartenautomaten überprüft und eine Aufzeichnung der Fahrtkosten ausgedruckt werden. 
Die Karte enthält einen RFID-Chip (radio frequency identification), der von Sony unter dem Namen Felica entwickelt wurde. Dieselbe Technik wird noch für folgende Verkehrsverbünde genutzt:
- Atlanta: Breeze Card für die MARTA
- Hongkong: Octopus-Karte für die MTR und Einzelhandel
- Kaohsiung: easycard für die KMRT
- Singapur: EZ-link-Karte für die Mass Rapid Transit

## Kartenvarianten
Es gibt mehrere Arten von Suica, eine Suica-IO-Karte, die als Fahrkartenersatz für Bahnfahrten benutzt wird, und eine Pendler-Karte, die für die Fahrt zwischen zwei Orten (beispielsweise Wohnort – Arbeitsplatz bzw. Schule) gilt. Die Pendler-Karte kann auch als ganz gewöhnliche Suica-IO-Karte benutzt werden.
Außerdem gibt es eine Welcome Suica genannte Variante für Touristen, die mehrere Beschränkungen unterliegt wie eine Nutzbarkeitsdauer von 28 Tagen ab Aktivierung sowie ein maximal aufladbares Guthaben von 20.000 Yen. An Fahrkartenautomaten, in Convenience Stores und an Seven Bank-Geldautomaten in den Filialen von 7-Eleven lässt sich die Karte innerhalb ihrer Gültigkeitsdauer aufladen, wobei sowohl der Kauf als auch das Aufladen ausschließlich mit Bargeld möglich ist. Das bei der Einführung der Karte ursprünglich verlangte Pfand von 500 Yen wurde abgeschafft, allerdings können ungenutzte Guthaben am Ende der 28-tägigen Gültigkeit auch nicht ausgezahlt werden.